# Joan Hickson
Pour les articles homonymes, voir Hickson.
Joan Hickson est une actrice britannique, née le 5 août 1906 à Northampton et morte le 17 octobre 1998 à Colchester.
Elle atteint la célébrité à un âge avancé en jouant le rôle de Miss Marple, de 1984 à 1992, dans la première série télévisée Miss Marple, produite par la BBC, dans des adaptations relativement fidèles aux douze romans éponymes d'Agatha Christie.

## Biographie
Née à Kingsthorpe (en), Northampton, elle fait ses débuts sur scène en 1927, et durant plusieurs années joue la comédie à travers le Royaume-Uni, et obtient un certain succès dans des rôles excentriques dans le West End londonien.
Sa première apparition dans un film date de 1934, et elle joue dans la série de films « Carry On… ».
En 1945, elle apparaît sur scène dans une pièce écrite par Agatha Christie, Rendez-vous avec la mort, adaptée de son roman de même titre, où elle interprète le rôle secondaire de Miss Pryce (Miss Annabel Pierce, dans le roman). Le journaliste et anthologiste Peter Haining rapporte, dans son livre Agatha Christie : Murder in Four Acts, qu'Agatha Christie, à l'issue d'une de ces représentations, aurait écrit à Joan Hickson une note disant : « I hope one day you might play my dear Miss Marple. » (J'espère qu'un jour vous pourrez jouer ma chère Miss Marple),.
Joan Hickson fait une seconde incursion dans l'univers d'Agatha Christie, en 1961, cette fois dans un film mettant en scène le personnage de Miss Marple, Le Train de 16h50 (Murder she said), adapté du roman Le Train de 16 h 50. Dans ce film, où Miss Marple est incarnée par Margaret Rutherford, Joan Hickson tient encore un rôle secondaire, celui de la cuisinière, Mrs Kidder.
L'année 1980 voit Joan Hickson revenir vers une adaptation de l'œuvre d'Agatha Christie, cette fois dans l'adaptation télévisée du roman Pourquoi pas Evans ?, dans le téléfilm Why Didn't They Ask Evans? (jamais diffusé en France), où elle interprète le rôle secondaire de Mrs Rivington.
En 1981, elle joue le rôle de Miss Havisham dans une adaptation des Grandes Espérances de Charles Dickens.
La BBC commence à filmer les œuvres d'Agatha Christie au début des années 1980, en étant consciente des critiques sur la manière dont le personnage de Miss Marple avait été interprété par Margaret Rutherford. Bien qu'admirée par certains, cette précédente incarnation offrait en effet très peu de ressemblance avec les descriptions du personnage, et les intrigues ne correspondaient pas du tout à celles d'Agatha Christie.
Avec cette nouvelle série, les réalisateurs décident de coller au plus près de la trame des romans d'Agatha Christie, et offrent le rôle à Joan Hickson, qui l'interprète, entre 1984 et 1992, dans douze téléfilms adaptés des romans éponymes, les nouvelles mettant en scène la vieille dame de St. Mary Mead ne faisant pas l'objet d'adaptations.
Pour ce rôle, qui lui apporte une célébrité mondiale, Joan Hickson est nommée à deux reprises, en 1987 et 1988, pour les BAFTA TV Awards, en tant que meilleure actrice, et remporte, en 1987, le RTS Television Award, dans la catégorie « Best Performance - Female ». Elle est également promue, en 1987, à l'initiative du gouvernement britannique, au grade d'officier de l'Ordre de l'Empire britannique, qui lui ouvre le droit de faire suivre son nom de la mention « OBE ». À l'occasion de la remise des insignes, la reine Élisabeth II aurait avoué qu'elle considérait que Joan Hickson jouait le rôle « exactement comme on peut l'envisager » (« you play the part just as one envisages it »).
En plus d'avoir joué le rôle à la télévision, Joan Hickson a également été narratrice pour divers audiolivres racontant les enquêtes de Miss Marple.
Elle est décédée à Colchester, en Angleterre, de causes naturelles, à l'âge de 92 ans.

## Filmographie partielle

### Au cinéma
- 1937 : L'Étrange Visiteur (Love from a Stranger), de Rowland V. Lee : Emmy
- 1950 : L'Aimant de Charles Frend
- 1945 : L'Honorable Monsieur Sans-Gêne (The Rake's Progress) de Sidney Gilliat
- 1951 : La Boîte magique (The Magic Box), de John Boulting : Mrs. Stukely
- 1952 : The Tall Headlines de Terence Young
- 1953 : Coup de feu au matin (Rough Shoot) de Robert Parrish
- 1954 : Le Démon de la danse (Dance Little Lady) de Val Guest
- 1955 : Fièvre blonde (Value for money) de Ken Annakin
- 1957 : En avant amiral ! (Carry On Admiral) de Val Guest
- 1958 : L'habit fait le moine (Law and Disorder) de Charles Crichton
- 1959 : Les 39 Marches (The 39 Steps), de Ralph Thomas : Miss Dobson
- 1959 : Un thermomètre pour le colonel (Carry On Nurse) de Gerald Thomas
- 1959 : Entrée de service (Upstairs and Downstairs), de Ralph Thomas : Rosemary
- 1960 : Les Loustics à l'hosto (Carry On Constable) de Gerald Thomas
- 1962 : Le Train de 16 h 50 (Murder She Said), de George Pollock : Mme Kidder
- 1971 : Deux Enfants qui s'aiment de Lewis Gilbert : la femme dans la librairie
- 1983 : La Dépravée (The Wicked Lady), de Michael Winner : Tante Agatha

### À la télévision
- 1964 : Destination Danger : Saison 2 Episode Double jeu
- 1984 - 1992 : Miss Marple : Miss Marple (série télévisée)